# Герб Порту-Моніша
Ге́рб По́рту-Моні́ша — офіційний символ містечка Порту-Моніш, Португалія. Використовується як територіальний герб. У чорному щиті срібна вежа з червоними вікнами і брамою. Вона стоїть на чотирьох хвилястих смугах, що перетинають основу щита — двох срібних і двох зелених. Обабіч вежі дві золоті цукрові тростини. У главі щита золоте виноградне гроно із золотим листям, поверх якого накладений португальський щиток. По боках від горна дві золоті восьмикутні зірки. Щит увінчує срібна мурована містечкова корона з чотирма вежами.  Під щитом біла стрічка, на якій великими літерами напис португальською: «vila de Porto Moniz» (містечко Порту-Моніш).  Офіційно затверджений 25 квітня 1938 року.  

## Галерея

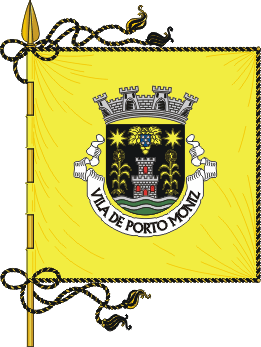
Прапор
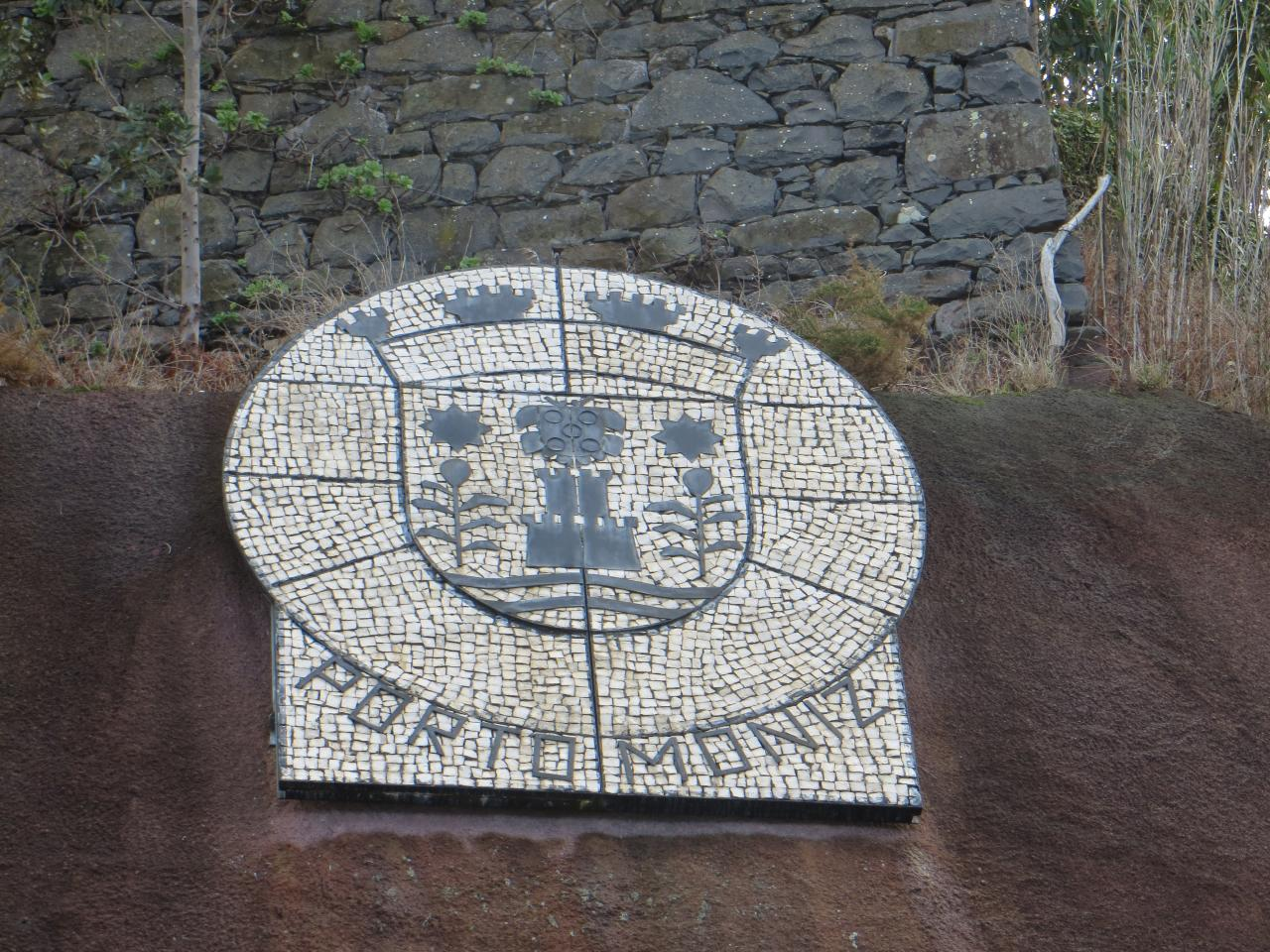
Герб (2012)